# Гюргево (крепост)
Гюргево е средновековна българска крепост, разположена на север от Дунав срещу Русе. В периода XIV-XIX век, заедно с другата двойка крепости Никопол–Холъвник, и Русчук-Гюргево е със стратегическо значение за Османската империя, с оглед контрола върху корабоплаването по Дунава и владението на долнондунавската низина. 
Край крепостта се разиграва битката при Гюргево по време на дългата война.
Крепостта заедно с другата двойка крепости при Никопол е притежание на Търновското царство. Няма данни по кое време е издигната върху по-стари византийски и български руини, но през 1386 г. Мирча Стари я възстановява изцяло. От 1420 г. е притежание на Османската империя в продължение на 400 години – до влашкото въстание, откогато е част от Влахия.
Към 2023 г. тече възстановка на крепостта.